# IC 5369
IC 5369 ist eine Spiralgalaxie vom Hubble-Typ Sa im Sternbild Andromeda am Nordsternhimmel. Sie ist schätzungsweise 459 Millionen Lichtjahre von der Milchstraße entfernt.
Das Objekt wurde am 9. November 1899 von Stéphane Javelle entdeckt.